# DDR-Rundfahrt 1985
Die 33. DDR-Rundfahrt fand vom 17. bis zum 23. Juni 1985 statt. Sie führte mit einem Prolog und sechs Etappen über 1.006 km. Die 4. Etappe wurde als Harzrundfahrt deklariert. Gesamtsieger wurde Olaf Ludwig, der nach 1983 zum zweiten Mal die Rundfahrt gewann.

## Teilnehmer
Am Start waren Mannschaften aus Algerien, Tunesien, Bulgarien, Ungarn, Kuba, Polen, der Tschechoslowakei und den Niederlanden. Dazu kamen zwei Nationalmannschaften und sieben Vereinsmannschaften aus der DDR.

## Trikots
Bei dieser Rundfahrt wurden sechs Trikots vergeben: das Gelbe Trikot des Gesamtbesten, das Blaue der besten Mannschaft, das Violette des aktivsten Fahrers, das Grüne des besten Bergfahrers, das Rosa des vielseitigsten Fahrers und das Weiße des besten Nachwuchsfahrers.

## Etappen
Die Rundfahrt erstreckte sich mit einem Prolog und sechs Etappen über 1.006 km.

### Prolog:Dessau, 7 km
|    | Fahrer        | Mannschaft     | Zeit     |
| -- | ------------- | -------------- | -------- |
| 1. | Uwe Ampler    | DDR I          | 9:36 min |
| 2. | Uwe Raab      | DDR I          | 9:38 min |
| 3. | Falk Boden    | DDR I          | 9:44 min |
| 4. | Mario Kummer  | DDR II         | 9:46 min |
| 5. | Olaf Jentzsch | SC Cottbus     | 9:46 min |
| 6. | Jens Heppner  | SG Wismut Gera | 9:46 min |

### 1. Etappe: Rund um Dessau, 206 km
|    | Fahrer       | Mannschaft         | Zeit       |
| -- | ------------ | ------------------ | ---------- |
| 1. | Olaf Ludwig  | DDR I              | 4:39:17 h  |
| 2. | Dan Radtke   | DDR I              | + 0:05 min |
| 3. | Olaf Merkel  | SC DHfK Leipzig    | + 0:10 min |
| 4. | Jens Heppner | SG Wismut Gera     | + 0:15 min |
| 5. | Lutz Lötzsch | SC Karl-Marx-Stadt | + 0:15 min |
| 6. | Thomas Barth | DDR I              | + 0:15 min |

### 2. Etappe: Rund um denKyffhäuser, 235 km
|    | Fahrer          | Mannschaft       | Zeit       |
| -- | --------------- | ---------------- | ---------- |
| 1. | Uwe Ampler      | DDR I            | 5:54:59 h  |
| 2. | Hans Matern     | SC Dynamo Berlin | + 0:05 min |
| 3. | Olaf Ludwig     | DDR I            | + 0:10 min |
| 4. | Christian Jäger | SC Cottbus       | + 0:33 min |
| 5. | Jens Heppner    | SG Wismut Gera   | + 0:33 min |
| 6. | Dan Radtke      | DDR I            | + 0:33 min |

### 3. Etappe: Rund um dieDübener Heide, 165 km
|    | Fahrer         | Mannschaft         | Zeit       |
| -- | -------------- | ------------------ | ---------- |
| 1. | Uwe Raab       | DDR I              | 3:56:26 h  |
| 2. | Zbigniew Albin | Polen              | + 0:05 min |
| 3. | Jan Gloßmann   | DDR II             | + 0:10 min |
| 4. | Thoralf Reiher | SC Karl-Marx-Stadt | + 0:15 min |
| 5. | Herold         | SC Dynamo Berlin   | + 0:15 min |
| 6. | Andreas Lux    | DDR II             | + 0:57 min |

### 4. Etappe:Harz-Rundfahrt, 194 km
|    | Fahrer         | Mannschaft       | Zeit       |
| -- | -------------- | ---------------- | ---------- |
| 1. | Uwe Raab       | DDR I            | 4:46:14 h  |
| 2. | Mario Kummer   | DDR II           | + 0:05 min |
| 3. | Jan Schur      | SC DHfK Leipzig  | + 0:10 min |
| 4. | Torsten Kunath | SG Wismut Gera   | + 0:15 min |
| 5. | Hans Matern    | SC Dynamo Berlin | + 0:15 min |
| 6. | Fröhlich       | SC Cottbus       | + 0:15 min |

### 5. Etappe: Rund in Dessau, 164 km
|    | Fahrer          | Mannschaft       | Zeit       |
| -- | --------------- | ---------------- | ---------- |
| 1. | Mario Kummer    | DDR II           | 3:47:25 h  |
| 2. | Olaf Ludwig     | DDR I            | + 1:35 min |
| 3. | Falk Boden      | DDR I            | + 1:40 min |
| 4. | Grazdik         | SC Dynamo Berlin | + 1:45 min |
| 5. | Olaf Jentzsch   | SC Cottbus       | + 1:45 min |
| 6. | Christian Jäger | SC Cottbus       | + 1:45 min |

### 6. Etappe: Dessau –Aken– Dessau (Einzelzeitfahren), 35 km
|    | Fahrer        | Mannschaft     | Zeit      |
| -- | ------------- | -------------- | --------- |
| 1. | Olaf Ludwig   | DDR I          | 45:21 min |
| 2. | Olaf Jentzsch | SC Cottbus     | 46:18 min |
| 3. | Dan Radtke    | DDR I          | 46:30 min |
| 4. | Uwe Raab      | DDR I          | 46:57 min |
| 5. | Jan Gloßmann  | DDR II         | 47:06 min |
| 6. | Jens Heppner  | SG Wismut Gera | 47:11 min |

## Gesamtwertungen

### Gelbes Trikot (Einzelwertung)
|     | Fahrer          | Mannschaft         | Zeit        |
| --- | --------------- | ------------------ | ----------- |
| 01. | Olaf Ludwig     | DDR I              | 24:03:15 h  |
| 02. | Dan Radtke      | DDR I              | + 01:46 min |
| 03. | Jens Heppner    | SG Wismut Gera     | + 02:31 min |
| 04. | Olaf Jentzsch   | SC Cottbus         | + 02:44 min |
| 05. | Lutz Lötzsch    | SC Karl-Marx-Stadt | + 05:11 min |
| 06. | Thomas Barth    | DDR I              | + 06:38 min |
| 07. | Olaf Merkel     | SC DHfK Leipzig    | + 07:11 min |
| 08. | Uwe Raab        | DDR I              | + 07:39 min |
| 09. | Mario Kummer    | DDR II             | + 08:44 min |
| 10. | Falk Boden      | DDR I              | + 10:10 min |
| 11. | Milan Křen      | ČSSR               | + 11:11 min |
| 12. | Christian Jäger | SC Cottbus         | + 11:19 min |

### Blaues Trikot (Mannschaft)
|    | Mannschaft         | Zeit        |
| -- | ------------------ | ----------- |
| 1. | DDR I              | 71:44:02 h  |
| 2. | SC Karl-Marx-Stadt | + 20:30 min |
| 3. | SC Cottbus         | + 22:18 min |
| 4. | SG Wismut Gera     | + 25:09 min |
| 5. | DDR II             | + 27:39 min |
| 6. | SC Turbine Erfurt  | + 31:38 min |

### Violettes Trikot (Aktivster Fahrer)
|    | Fahrer       | Mannschaft      | Punkte |
| -- | ------------ | --------------- | ------ |
| 1. | Thomas Barth | DDR I           | 20     |
| 2. | Olaf Ludwig  | DDR I           | 19     |
| 3. | Jan Schur    | SC DHfK Leipzig | 12     |

### Grünes Trikot (Bester Bergfahrer)
|    | Fahrer       | Mannschaft         | Punkte |
| -- | ------------ | ------------------ | ------ |
| 1. | Uwe Ampler   | DDR I              | 13     |
| 2. | Thomas Barth | DDR I              | 12     |
| 3. | Holger Gruhl | SC Karl-Marx-Stadt | 11     |

### Rosa Trikot (Vielseitigster Fahrer)
|    | Fahrer       | Mannschaft | Punkte |
| -- | ------------ | ---------- | ------ |
| 1. | Olaf Ludwig  | DDR I      | 14     |
| 2. | Uwe Raab     | DDR I      | 09     |
| 3. | Thomas Barth | DDR I      | 08     |

### Weißes Trikot (Nachwuchsfahrer)
|    | Fahrer          | Mannschaft     |
| -- | --------------- | -------------- |
| 1. | Jens Heppner    | SG Wismut Gera |
| 2. | Milan Křen      | ČSSR           |
| 3. | Christian Jäger | SC Cottbus     |

## Anmerkung
1. ↑  Bei allen Zeitangaben sind die Etappenzeitgutschriften bereits mit eingerechnet.